# S. Roeder
Die 1841 in Berlin gegründete Firma S. Roeder, ab 1872 S. Roeder OHG, war ein Hersteller insbesondere von Schreibfedern, aber auch von Büroartikeln und Schreibmaschinen im Deutschen Reich.

## Gründung durch Samuel Roeder 1841 in Berlin

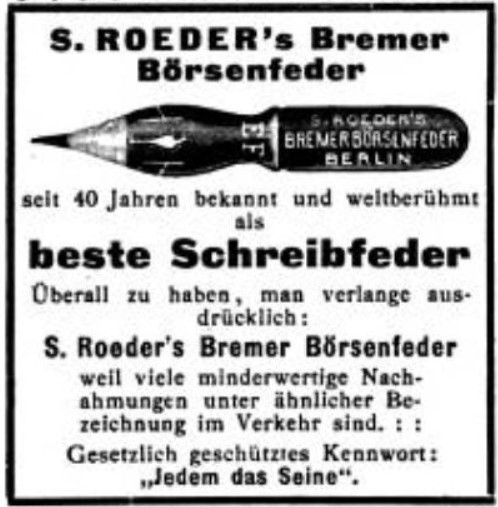
Werbung für Roeder's Bremer Börsenfeder, 1909

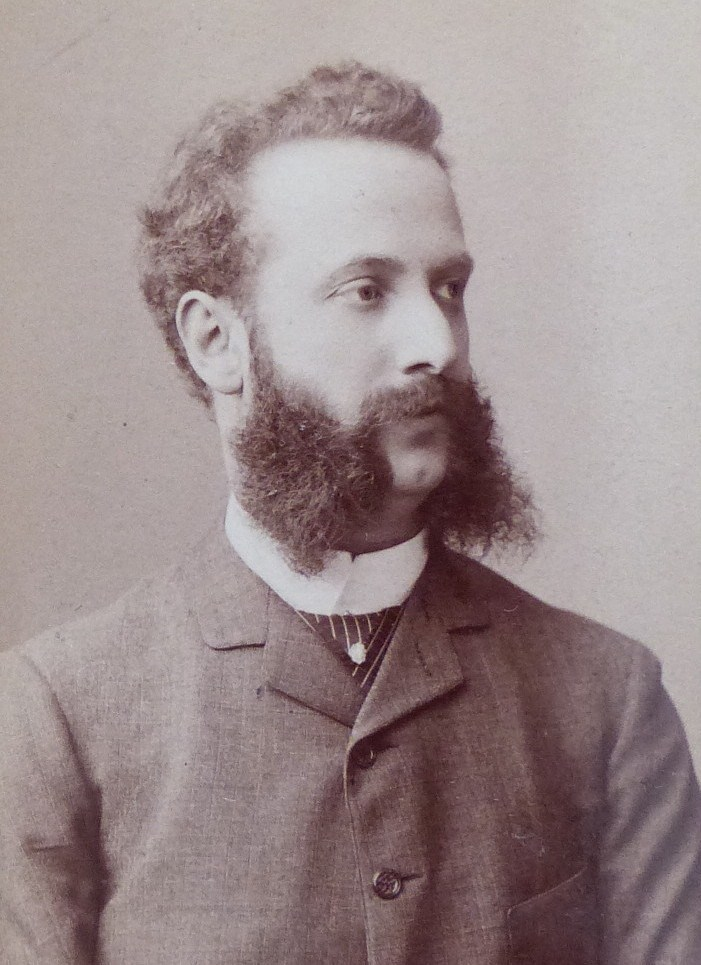
Max Roeder (1852–1902)

In den ersten Jahrzehnten des 19. Jahrhunderts begann, von Großbritannien ausgehend, die Stahlfeder den Federkiel als bevorzugtes Schreibinstrument zu verdrängen. Ein Pionier der deutschen Stahlfedernfertigung war der jüdische Lehrer und Papierhändler Samuel Roeder (1812–1872). 1841 eröffnete er in Berlin-Mitte eine Papierhandlung und firmierte ab 1850 auch als Niederlage englischer Metallfedern. Um 1853 begann er mit der fabrikmäßigen Produktion von Stahlfedern. Gemeinsam mit einem Schlossergesellen, mit dem er sich eine Dachkammer geteilt hatte, hatte er eine Metalllegierung entwickelt, aus der sich eine Feder fertigen ließ, die nicht kratzte, spritzte oder klaffende Wunden in das Papier schlug. Nach mehrmaligem Umzug erwarb er 1865 das Grundstück Neue Friedrichstraße 60. Ab 1869 erzeugte er die erfolgreiche „Bremer Börsenfeder“, die häufig nachgeahmt wurde. Die Firma S. Roeder warb daher immer mit der „Original Bremer Börsenfeder“. Die große Qualität ihrer Erzeugnisse führte dazu, dass die S. Roeder OHG neben Mitbewerbern wie Heintze & Blanckertz, Brause oder Soennecken schon bald den deutschen Markt dominierte und ein weit verzweigtes, über Europa hinausreichendes Exportnetz aufbauen konnte.

## Ausbau des Unternehmens durch Max Roeder

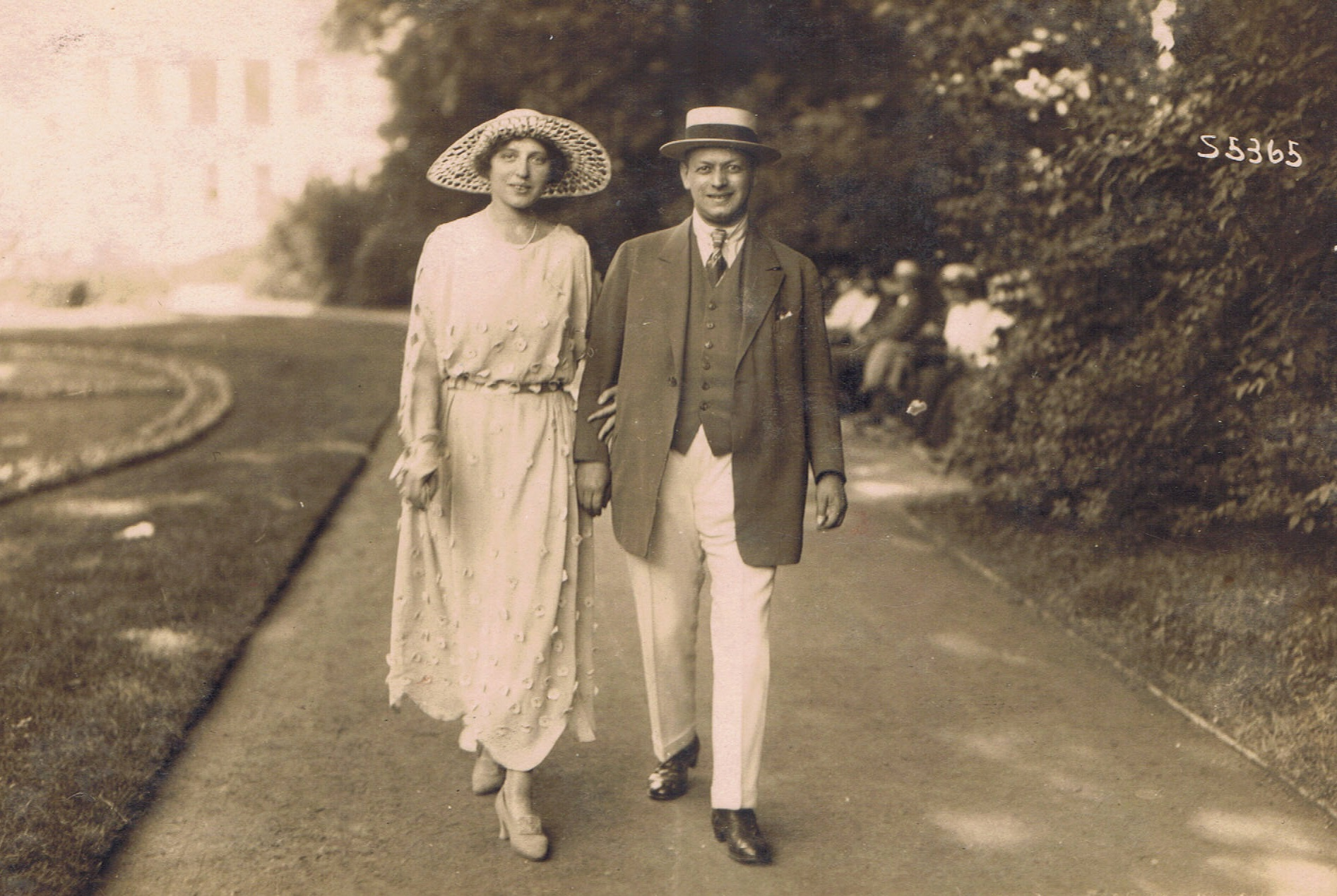
Hans (1883–1931) und Erna Roeder (1894–1991)

Aus der 1842 mit Sophia Friedländer (1817–1882) geschlossenen Ehe gingen zwei Söhne hervor. Während Martin Roeder (1851–1895) als Komponist und Chordirektor in Europa und Nordamerika Bekanntheit erlangte, übernahm Max Roeder (1852–1902) nach dem Tode seines Vaters den prosperierenden Betrieb. Am 27. August 1872 erfolgte der Eintrag als OHG ins Handelsregister mit dem Kaufmann Jacob Fuchs (1850–1914) als Mitgesellschafter. Die S. Roeder OHG erwarb 1881 die Firma A. Ney in der Naunynstraße 55 in Berlin-Kreuzberg und verlagerte die Firma S. Roeder auch dorthin. Die Firma A. Ney war 1869 von August Ney als erste Berliner Fabrik für Metallröhren ohne Lötnaht, Metallwaren und Federhalter gegründet worden. Die A. Ney OHG, die metallische Büroartikel produzierte komplettierte damit das Sortiment. Die Fabrikanlage konnte indes der dynamischen Entwicklung des Firmenverbundes nicht lange standhalten: Schon 1888 erwarb Max Roeder ein 2.563 m² großes Areal in der Ritterstraße 123, wiederum in Berlin-Kreuzberg, und verlagerte seinen Betrieb dorthin. Die Firma A. Ney wurde am 28. Juni 1888 ebenfalls als OHG mit den Gesellschaftern Jacob Fuchs und Max Roeder ins Handelsregister eingetragen.

## Anhaltender Erfolg in der dritten Generation

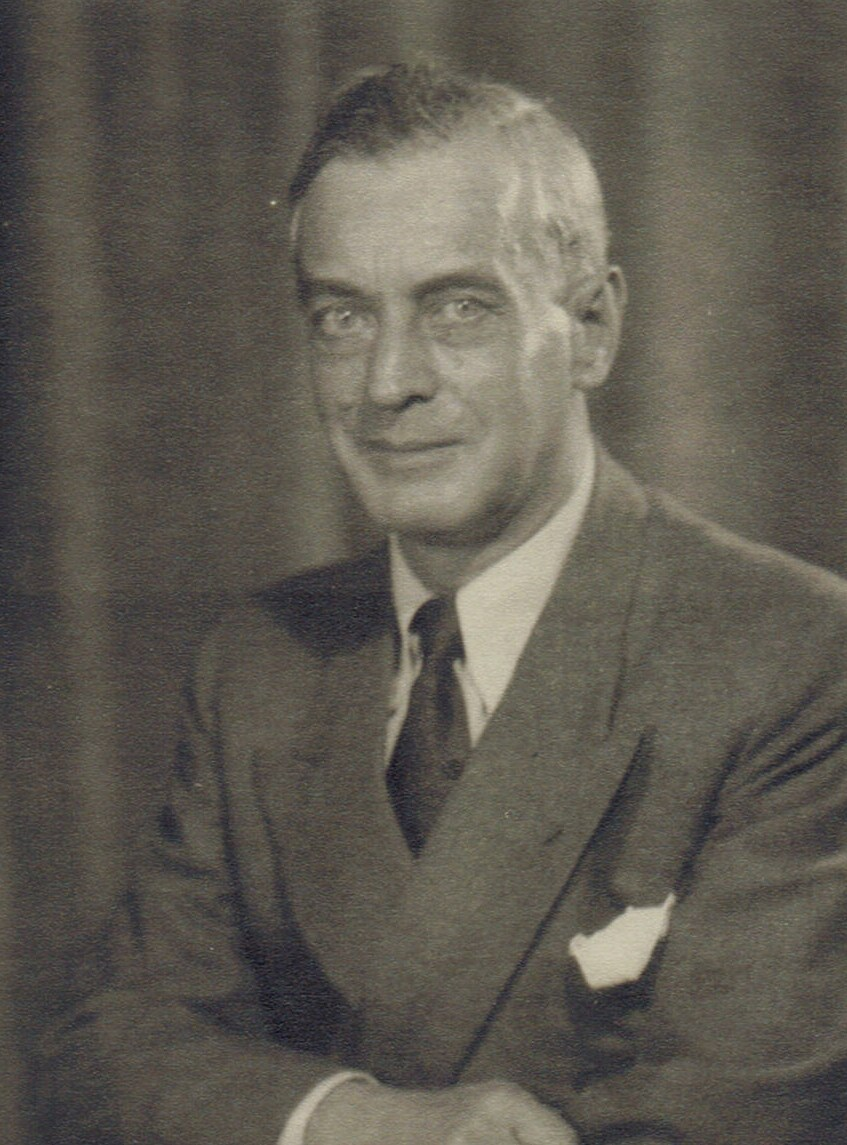
Fritz Roeder (1886–1956)

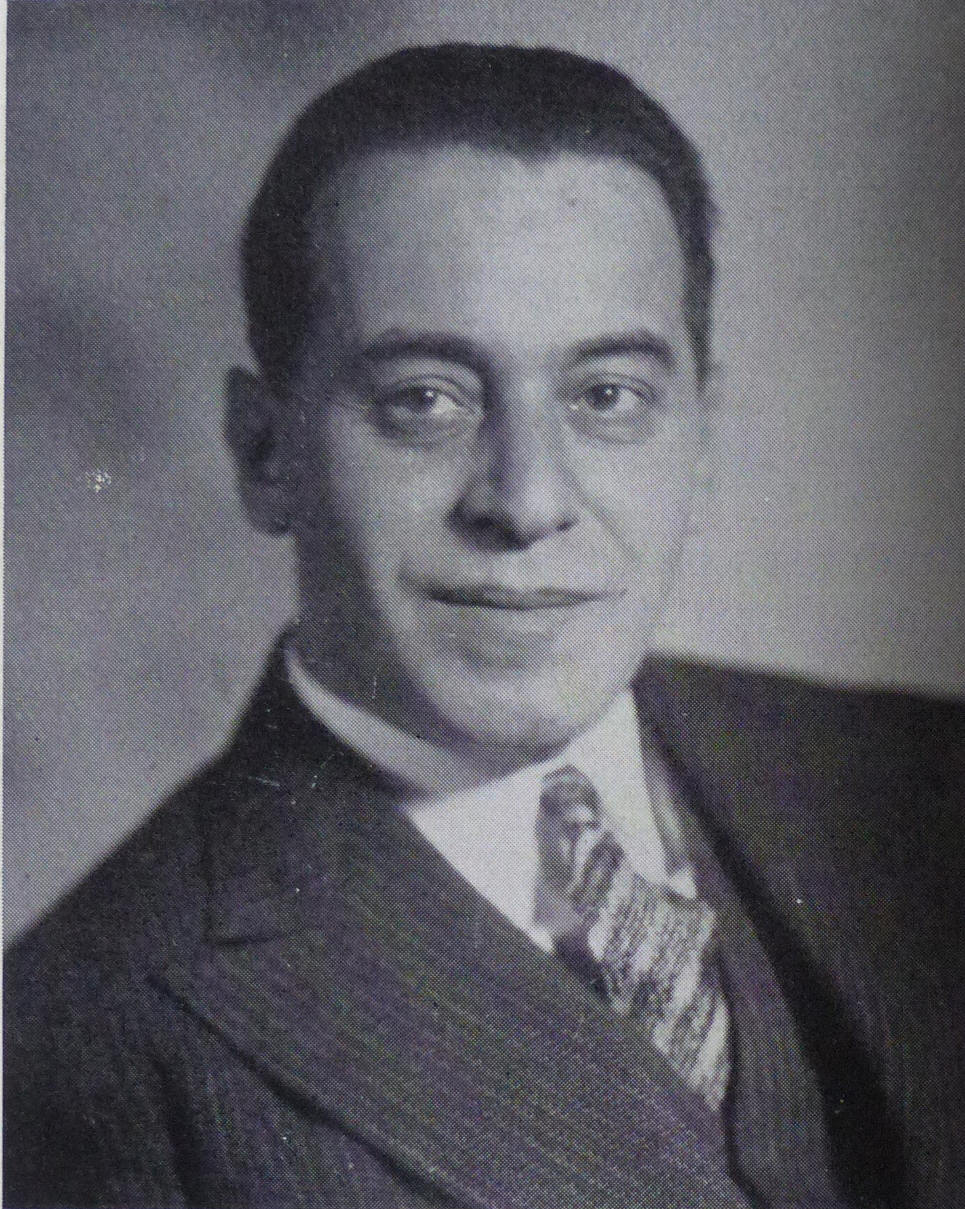
Curt Roeder (1891–1943)

Gerade erst 50 Jahre alt geworden, starb Max Roeder 1902 plötzlich und unerwartet. Seiner Witwe Hedwig, einer geborenen Kalisch (1859–1943) hatte er testamentarisch eine starke Stellung eingeräumt. Sie führte das Unternehmen zusammen mit Jacob Fuchs erfolgreich weiter, ehe die zum Zeitpunkt des Todes ihres Vaters noch minderjährigen Söhne nach ihrer Ausbildung ins Unternehmen eintraten und peu à peu ihre Mutter in dessen Führung ablösten: Hans Roeder (1883–1931) als Leiter des technischen Betriebes und der Reklameabteilung 1914, Fritz Roeder (1886–1956) als kaufmännischer Geschäftsführer 1915 (nach dem Tod von Jacob Fuchs) und Curt Roeder (1891–1943) als Leiter der Exportabteilung 1919. Dies mit enormem Erfolg: In den zwanziger Jahren lagen die S. Roeder OHG und die A. Ney OHG bei einem Umsatz von mehr als einer Million Reichsmark und einer Rendite von rund zehn Prozent und waren Marktführer für Schreibfedern im Deutschen Reich. Im Jahr 1912 hatte die A. Ney OHG die Fabrikationseinrichtungen für Schreibmaschinen der liquidierten Firma „Kanzler Schreibmaschinen AG“ übernommen und 1914 mit der Herstellung der „Helios-Klimax“ begonnen. Sie hatte dafür eine spezielle Schreibmaschinenfabrik eingerichtet. Bis etwa 1925 wurde diese Maschine produziert. Dann kam die Schreibmaschine „Neya“ auf den Markt.

## Karriereknick einer Vorzeigefirma
1931 gelang es den Roeder-Brüdern erst in letzter Minute, eine Insolvenz ihrer Firmen abzuwenden. Ursache für Verluste von fast einer halben Million Reichsmark in den Jahren 1927 bis 1931 war die weltwirtschaftliche Gesamtlage, vor allem aber die Fehlinvestition in eine Schreibmaschine, die zum Zeitpunkt ihres Erscheinens bereits technisch veraltet war und daher bleiern in den Verkaufsregalen lag. Mit ihren Gläubigern verständigte sich die S. Roeder OHG auf einen Vergleich, der diesen 70 Prozent der Verbindlichkeiten sicherte. Es spricht für das Selbstverständnis der Familie Roeder als ehrbare Kaufleute und den rasch wieder einsetzenden wirtschaftlichen Erfolg der S. Roeder OHG – die A. Ney OHG war im Zuge des Vergleichs 1932 liquidiert worden – gleichermaßen, dass sie die weiteren 30 Prozent auf freiwilliger Basis bis 1936 nachbezahlten, so dass sämtliche Gläubiger zu 100 Prozent befriedigt werden konnten. Die gravierendste Folge der Beinahe-Insolvenz war indes keine wirtschaftliche, sondern eine persönliche: Schon länger chronisch krank und durch den wesentlich von ihm zu verantwortenden Misserfolg mürbe geworden, nahm Hans Roeder sich am Silvestertag 1931 das Leben.

## Arisierung durch Richard Heim
Die Folgen des Annus horibilis 1931 waren weitgehend überwunden und die S. Roeder OHG hatte trotz der Boykottmaßnahmen durch die Nationalsozialisten wieder Fahrt aufgenommen, als Fritz und Curt Roeder ihr Lebenswerk im Rahmen eines zermürbenden Prozesses 1939 entzogen wurde. Massiv auf die beiden Brüder Druck ausübend, übernahm mit dem Ingenieur Richard Heim (1902–1979) ein karrieristischer Mitläufer des Regimes die Firma und firmierte sie in Roeder Dreizackwerk Heim KG um. Financier und wesentlicher Kommanditist der neuen Unternehmung war die Danziger Verlegerfamilie Fuchs, die die von ihr gegründeten Danziger Neuesten Nachrichten kurz zuvor an den nationalsozialistischen Franz-Eher-Verlag abgeben hatten müssen und die nach einem lukrativen Investment für das dabei erlöste Geld gesucht hatte. Unter Führung der neuen Gesellschafter und unter massivem Einsatz von Zwangsarbeitern wurde die Fabrikation schon bald auf Kriegsproduktion umgestellt und nach Schlesien verlagert, wodurch der wertvolle Maschinenpark nach Ende des Zweiten Weltkrieges in sowjetisch besetztem, bald polnischem Gebiet lag und demontiert wurde.

## Stilles Ende 1952
Ihrer Maschinen und wesentlicher Absatzmärkte beraubt, sich zudem moderner Schreibgeräte, des Füllfederhalters und des Kugelschreibers erwehren müssend, war die Lage des Unternehmens nach 1945 desolat. Alle Versuche der Alteigentümer, des nach London exilierten Fritz Roeder und seiner in den USA lebenden Nichte Yvonne Roeder (1926–1989), die Produktion gewinnbringend aufrechtzuerhalten, scheiterten, so dass die traditionsreiche S. Roeder OHG mit Wirkung zum 31. Dezember 1952 stillgelegt wurde. Hedwig Roeder und ihr Sohn Curt, dessen Ehefrau Lilly, eine geborene Buch (1898–1943), und deren gemeinsame Tochter Ellen (1923–1943) erlebten das stille Ende des Lebenswerkes ihrer Familie nicht mehr: Sie waren 1943 deportiert und in den Vernichtungslagern Auschwitz und Treblinka ermordet worden.

## Gedenken
Am 2. Dezember 2017 wurden am ehemaligen Firmensitz, Berlin-Kreuzberg, Ritterstraße 123, Stolpersteine für die Familie Roeder verlegt.